# تحصیل پپلان
تحصیل پپلان (به انگلیسی: Piplan Tehsil) یک تحصیل در پاکستان است که در پنجاب واقع شده‌است.